# Ordine dei consulenti in proprietà industriale
L'Ordine dei consulenti in proprietà industriale è un ordine professionale istituito a livello nazionale che riunisce tutti i professionisti esercitanti la professione di consulente in brevetti e consulente in marchi, abilitati alla rappresentazione legale come mandatari davanti all'Ufficio Italiano brevetti e marchi, la Commissione dei ricorsi e come consulenti tecnici d'ufficio (CTU) dei tribunali nei procedimenti giudiziari e contenzioso in materia di proprietà industriale.

## Conseguimento del titolo professionale
Il titolo professionale di consulente in brevetti o di consulente in marchi si consegue mediante il superamento di apposito esame di abilitazione.
È ammessa all’esame di abilitazione qualsiasi persona che:
I)       abbia conseguito:
-         la laurea o un titolo universitario equipollente in qualsiasi Paese estero;
-         un diploma o un titolo rilasciato da un Paese membro dell'Unione europea includenti l’attestazione che il candidato abbia seguito con successo un ciclo di studi post-secondari di durata minima di tre anni o di durata equivalente a tempo parziale, in un’università o in un istituto d’istruzione superiore o in un altro istituto dello stesso livello di formazione, a condizione che il ciclo di studi abbia indirizzo tecnico-professionale attinente all’attività di consulente in proprietà industriale in materia di brevetti d’invenzione e modelli ovvero in materia di marchi e disegni e modelli a seconda dell’abilitazione richiesta;
II)     abbia compiuto presso società, uffici o servizi specializzati in proprietà industriale almeno 18 mesi di tirocinio professionale effettivo, documentato in modo idoneo.
È ammessa all’esame di abilitazione per l’iscrizione nella sezione brevetti qualsiasi persona che abbia superato l’esame di qualificazione come consulente abilitato presso l’Ufficio europeo dei brevetti.
Sono esonerati dall’esame di abilitazione coloro che, già dipendenti del Ministero delle imprese e del made in Italy (MIMIT) o del Ministero della difesa, abbiano prestato servizio, per almeno cinque anni, con mansioni direttive presso l'Ufficio italiano brevetti e marchi o il Servizio brevetti e proprietà intellettuale.
Sono anche esonerati, ai fini dell’iscrizione nella sezione brevetti, i cittadini italiani che abbiano prestato servizio per almeno cinque anni con mansioni di esaminatori presso l’Ufficio europeo dei brevetti.

## Condizioni per l’esercizio dell’attività professionale
Per poter esercitare l’attività professionale è necessario essere iscritti nell’Albo dei consulenti in proprietà industriale abilitati. L’albo è diviso in due sezioni:
-         sezione brevetti, riservata ai consulenti agenti in materia di brevetti per invenzione industriale, brevetti per modello di utilità, disegni e modelli industriali, nuove varietà vegetali, topografie dei prodotti a semiconduttori;
-         sezione marchi, riservata ai consulenti abilitati agenti in materia di disegni e modelli industriali, marchi ed altri segni distintivi e indicazioni geografiche protette.
Le persone iscritte solo nella sezione brevetti devono utilizzare il titolo nella forma di consulente in brevetti e le persone iscritte solo nella sezione marchi devono utilizzare il titolo nella forma di consulente in marchi. Le persone iscritte in entrambe le sezioni possono utilizzare il titolo di consulente in proprietà industriale senza ulteriori specificazioni.
Può iscriversi all’albo qualsiasi persona fisica che abbia superato l’esame di abilitazione o, nel caso di titolo conseguito all’estero, abbia superato la prova attitudinale prevista per i consulenti in proprietà industriale al comma 2 dell’articolo 6 del decreto legislativo 27 gennaio 1992, n. 115.
I cittadini dell’Unione europea in possesso di una qualifica corrispondente a quella dei mandatari abilitati, riconosciuta ufficialmente nello Stato membro dell'Unione europea ove essi hanno il loro domicilio professionale, che esercitano in Italia l’attività di rappresentanza a titolo temporaneo (v. oltre) si considerano automaticamente inseriti all’albo dei consulenti in proprietà industriale ai fini dell’esercizio dei diritti ed all’osservanza degli obblighi previsti nell’ordinamento professionale in quanto compatibili, ma non partecipano all’assemblea degli iscritti all’albo e non possono essere eletti quali componenti del Consiglio dell’ordine.

## Attività professionale
Gli iscritti all’albo dei consulenti in proprietà industriale abilitati svolgono per conto di qualsiasi persona fisica o giuridica tutti gli adempimenti previsti dalle norme che regolano i servizi attinenti rispettivamente alla materia dei brevetti per invenzione industriale, brevetti per modello di utilità, per disegni e modelli industriali per nuove varietà vegetali, per topografie dei prodotti a semiconduttori ovvero alla materia dei marchi, dei disegni e modelli e delle indicazioni geografiche protette, a seconda della sezione in cui sono iscritte.
Essi inoltre, su mandato ed in rappresentanza degli interessati, possono svolgere ogni altra funzione che sia affine, connessa, conseguente a quelle predette.
In particolare, gli iscritti nell’albo dei consulenti in proprietà industriale abilitati – così come gli avvocati iscritti nel rispettivo albo – possono assumere la rappresentanza degli interessati nelle procedure di fronte all’Ufficio italiano brevetti e marchi ed alla Commissione dei ricorsi, qualora gli interessati non intendano agire personalmente.
Il mandato può anche essere conferito a cittadini dell'Unione europea in possesso di una qualifica corrispondente a quella dei mandatari abilitati in materia di brevetti o di marchi iscritti all'Albo italiano dei consulenti in proprietà industriale, riconosciuta ufficialmente nello Stato membro dell'Unione europea ove essi hanno il loro domicilio professionale, a condizione che nell'attività svolta il mandatario utilizzi esclusivamente il titolo professionale dello Stato membro in cui risiede, espresso nella lingua originale, e che l'attività di rappresentanza dei propri mandanti sia prestata esclusivamente a titolo temporaneo. Il mandatario invia la documentazione, comprovante il possesso della qualifica nel proprio Stato membro, all'Ufficio e al Consiglio dell'ordine, cui spetta l’attività di controllo del rispetto delle condizioni per l'esercizio dell'attività di rappresentanza professionale.

## Albo dei consulenti in proprietà industriale abilitati
L'albo deve contenere per ciascun iscritto:
- nome e cognome
- luogo e data di nascita
- titolo di studio
- data di iscrizione
- domicilio professionale in Italia

Il domicilio professionale può consistere anche nella sede dell'ente o impresa da cui dipende l'iscritto.
La data di iscrizione determina l'anzianità.
Coloro che dopo la cancellazione sono di nuovo iscritti all'albo hanno l'anzianità derivante dalla prima iscrizione dedotta la durata dell'interruzione.

## Codice di condotta professionale
Gli iscritti all’albo dei consulenti in proprietà industriale abilitati e gli iscritti al registro dei tirocinanti sono tenuti a rispettare un codice deontologico.

### Generalità
Il consulente deve dar prova di coscienza professionale ed osservare una condotta compatibile con la dignità della sua professione.
Il consulente non deve rilasciare dichiarazioni false o ingannevoli.
Il consulente esercita la professione con competenza e in modo indipendente, evitando ogni conflitto di interessi e senza tener conto dei propri interessi personali.
Il consulente è tenuto all'obbligo di aggiornamento.
Il consulente, nel caso in cui sia impedito nell'esercizio delle sue funzioni, deve prendere tutte le misure necessarie per salvaguardare gli interessi dei suoi clienti.
Il consulente deve mantenere buoni rapporti professionali con gli altri consulenti.
Il consulente deve conoscere il codice deontologico.

### Pubblicità
È ammessa con ogni mezzo la pubblicità informativa avente ad oggetto l'attività svolta dai consulenti, le specializzazioni, i titoli posseduti attinenti alla professione, la struttura dello studio e i compensi richiesti per le prestazioni.
La pubblicità deve essere funzionale all'oggetto, veritiera, corretta, non deve violare l'obbligo del segreto professionale e non deve essere ingannevole o denigratoria.
La pubblicità non deve danneggiare l'immagine professionale di altri iscritti o il titolo professionale, non deve evidenziare pregi di carattere non professionale, non deve citare il nominativo di clienti senza la loro autorizzazione scritta.
La pubblicità non deve ingenerare false o esagerate aspettative in merito alla propria organizzazione, alla consistenza numerica dei consulenti che ne fanno parte e alla loro qualifica, ai servizi offerti e ai compensi dovuti.
È vietato indicare sedi di propri studi in cui non sia disponibile con regolare frequenza almeno un consulente.
È vietato l'uso di carta intestata e/o siti internet che non indichi con chiarezza e precisione i nominativi dei consulenti.

### Relazioni con il pubblico
Il consulente deve tenere alta la reputazione dell'Ordine.
Il consulente non deve dare o promettere denaro o altra utilità a potenziali clienti per il conferimento di incarichi.
Il consulente non può autorizzare, senza adeguato controllo professionale, una persona che non sia consulente ad esercitare in suo nome qualsiasi attività professionale.
Il consulente è responsabile degli atti dei suoi collaboratori non consulenti (atti riguardanti esclusivamente l'ambito professionale).
Il consulente non può svolgere la propria attività professionale in nome e per conto di società o studi diversi da quelli risultanti dalla propria iscrizione all'Ordine, salvo notifica all'Ordine stesso.

### Rapporti con i clienti
Il consulente deve osservare l'obbligo del segreto, come anche prescritto dall'art. 206 CPI, fatti salvi gli obblighi di legge, il diritto di difesa e il legittimo interesse del consulente, come ad esempio il legittimo interesse ad aver riconosciuti i propri compensi. L'obbligo del segreto concerne le informazioni e le documentazioni ricevute o prodotte nello svolgimento di un incarico professionale nonché la corrispondenza.
Il consulente deve dedicare la massima cura e usare la necessaria competenza negli incarichi affidatigli. Inoltre deve informare i clienti sullo stato degli incarichi conferiti.
Il consulente deve rifiutare un incarico quando questo ecceda o sia estraneo alle competenze proprie e dei propri collaboratori.
Quando il consulente rifiuta un incarico, o vi rinuncia, deve comunicarlo al cliente con mezzi idonei a garantire la ricezione certa. Inoltre deve adottare tutte le misure necessarie per consentire al cliente di evitare ogni pregiudizio, informandolo che a partire da 15 giorni dalla comunicazione, il consulente non sarà più responsabile in relazione all'incarico. Se l'incarico è conferito a un nuovo consulente, quest'ultimo deve informare tempestivamente il precedente consulente dell'incarico ricevuto, assumendone ogni responsabilità.
Il consulente deve rifiutare o rinunciare a un incarico implicante un conflitto di interessi rispetto a un incarico precedente ricevuto da un altro cliente, qualora non sia trascorso almeno un anno dalla conclusione dell'incarico precedente, salvo che il cliente da cui ha ricevuto l'incarico precedente abbia fornito consenso scritto. Un conflitto non può sorgere semplicemente per il fatto che due clienti dello stesso consulente operano nello stesso settore. Un conflitto può sorgere con riferimento all'oggetto specifico di un caso.
Il consulente non deve acquisire interessi economici o altra utilità in diritti di proprietà industriale in circostanze tali da determinare un conflitto tra obbligo professionale e interessi personali.
Il consulente ha il dovere di astensione cioè non deve intraprendere nell'interesse di un cliente alcuna azione avente ad oggetto una specifica questione trattata per un altro cliente dal consulente stesso o da un altro consulente appartenente alla stessa società, qualora ciò generi un conflitto di interessi, salvo che venga espresso il consenso scritto dalle parti. 

### Rapporti con i colleghi
Il consulente deve intrattenere buoni rapporti con gli altri consulenti. Deve evitare atti di concorrenza sleale e non conformi alla correttezza professionale, come la corresponsione a terzi di provvigioni per il conferimento di incarichi o l'offerta, senza esserne stati richiesti, di prestazioni specifiche o tariffari personalizzati a clienti di altro consulente.
Il consulente non deve parlare di un altro consulente in termini scorretti e/o offensivi.
Su richiesta di un consulente, il Consiglio di Disciplina può esperire un tentativo di conciliazione in relazione a lagnanze o contestazioni sul comportamento di un altro consulente.
Il consulente non deve promuovere discriminazioni tra consulenti.
Il consulente deve evitare qualsiasi scambio di pareri su un caso trattato da un altro consulente con il cliente del caso stesso, a meno che il cliente non esprima il suo desiderio di avere un parere indipendente o di sostituire il suo consulente. Se il cliente è d'accordo, il consulente dovrà informare l'altro consulente.
Quando un consulente cambia studio o si mette in proprio, può farne pubblicità solo una volta terminato il rapporto con il precedente studio. La pubblicità è ammessa senza limitazione dei soggetti a cui è indirizzata.

### Trasferimento pratiche
Il consulente che riceve istruzioni da un cliente di prendere in carico uno o più casi, deve accertarsi che il cliente abbia informato il precedente consulente. Qualora ciò non sia avvenuto, il nuovo consulente deve inviare al precedente consulente, con copia al cliente, una comunicazione via PEC o raccomandata AR in cui lo informa delle istruzioni ricevute dal cliente e gli chiede la documentazione ragionevolmente necessaria per poter prendere in gestione i nuovi incarichi. Non è ammesso, salvo casi di forza maggiore, che il nuovo consulente procede a svolgere attività su pratiche gestite dal precedente consulente prima che questi sia stato informato dell'incarico ricevuto dal nuovo consulente.
Il nuovo consulente raccomanda al cliente che eventuali pendenze con il precedente consulente vengano risolte al più presto.
Il precedente consulente trasmette al nuovo consulente, gratuitamente, possibilmente entro 5 giorni lavorativi, un file editabile contenente:
- i dati essenziali di ciascun caso da trasferire;
- le scadenze (con evidenziazione di quelle più prossime e di quelle per le quali il precedente consulente sta già provvedendo a seguito di istruzioni già ricevute dal cliente);
- i riferimenti dei corrispondenti esteri.

I due colleghi coinvolti devono convenire per iscritto e con comunicazione in copia per il cliente, una data ragionevole, che non può eccedere i 30 giorni dal ricevimento della documentazione, a partire dalla quale il precedente consulente non sarà più responsabile. Entro lo stesso termine il nuovo consulente procede alla formale assunzione dei mandati presso l'UIBM e gli uffici esteri e informa i corrispondenti esteri.
Il precedente consulente invia tempestivamente al nuovo consulente qualsiasi comunicazione che dovesse ricevere dall'UIBM, uffici esteri o corrispondenti esteri, sia durante che dopo il trasferimento.

### Relazioni con l'UIBM
Nei rapporti con l'UIBM, il consulente agisce con la massima correttezza e tiene alta la reputazione dell'Ordine.

### Relazioni con l'Ordine
Il consulente tiene informata la segreteria del Consiglio dell'Ordine del proprio domicilio professionale nonché degli indirizzi di eventuali altre società presso le quali svolge la sua attività professionale.
Il consulente deve versare il contributo annuo stabilito dall'Assemblea.
Il consulente, se non autorizzato dal Presidente, non può fare comunicazioni in nome e per conto dell'Ordine.
Il consulente può chiedere al Consiglio di Disciplina un parere sulla liceità di qualsiasi azione che il consulente intenda intraprendere. Il parere è vincolante per i successivi procedimenti disciplinari.
Il Consiglio di Disciplina non agisce motu proprio e quindi le violazioni al codice deontologico devono essere portate per iscritto a conoscenza del Consiglio di Disciplina. 
Il Consiglio di Disciplina adotta i provvedimenti disciplinari, previa considerazione degli elementi di giudizio forniti dalle parti.
Le sanzioni disciplinari sono annotate nell'Albo. È tutelata la riservatezza sull'identità delle persone coinvolte.
I membri del Consiglio di Disciplina sono tenuti al segreto d'ufficio.

## Formazione professionale continua
Il consulente ha l'obbligo di partecipare alle attività di formazione professionale continua disciplinate dal relativo regolamento.
L'obbligo di formazione decorre dal 1º gennaio dell'anno solare successivo a quello di iscrizione all'Albo.
Ogni biennio il consulente deve conseguire almeno 30 crediti formativi di cui almeno 10 debbono essere conseguiti nel singolo anno formativo.
Nel biennio almeno 3 crediti formativi devono derivare da attività formative aventi ad oggetto l'ordinamento professionale e la deontologia.
I consulenti iscritti sia alla sezione brevetti che alla sezione marchi, debbono conseguire nel biennio almeno 10 crediti formativi in ciascuna delle due sezioni.
Il Consiglio dell'Ordine verifica l'adempimento dell'obbligo di formazione.
È facoltà dell'iscritto ottenere il riconoscimento di crediti formativi maturati su base non obbligatoria, nel periodo intercorrente tra il superamento dell'esame di qualificazione professionale e il 1º gennaio dell'anno solare successivo alla data di scrizione all'Albo.
Il Consiglio dell'Ordine predispone un programma formativo annuale. Gli eventi formativi organizzati o accreditati dal Consiglio dell'Ordine includono:
- corsi di aggiornamento o master
- seminari o convegni
- commissioni di studio o gruppi di lavoro.
- relazioni o lezioni negli eventi formativi
- docenze in materie attinenti la proprietà industriale in università
- partecipazione come membro alla commissione per l'esame di abilitazione
- pubblicazione di contributo scientifico relativo al settore della proprietà industriale.

La partecipazione agli eventi formativi attribuisce 1 credito per ogni ora di partecipazione. I crediti possono essere conseguiti anche tramite partecipazione con modalità telematica, purché sia possibile il controllo della partecipazione.
Il Consiglio dell'Ordine, su domanda dell'interessato, può esonerare l'iscritto dall'obbligo formativo nei casi di:
- maternità
- grave malattia
- interruzione dell'attività professionale per almeno 6 mesi
- altri casi di temporaneo documentato impedimento
- almeno 35 anni di iscrizione all'Albo e 65 anni d'età

Il mancato adempimento dell'obbligo formativo e la mancata o infedele certificazione del percorso formativo seguito costituisce illecito disciplinare.